# Morafeno (Sambava)
Pour les articles homonymes, voir Morafeno.
Morafeno est une commune rurale malgache, située dans la partie centre-est de la région de Sava.